# Rhampsinitus morosianus
Rhampsinitus morosianus is een hooiwagen uit de familie echte hooiwagens (Phalangiidae).